# Comuna Bosilegrad
Bosilegrad (în bulgară Община Босилеград, în sârbă Општина Босилеград, cu alfabetul latin: Opština Bosilegrad) este o comună localizată în partea de sud-est a Serbiei, în Districtul Pčinja. Aceasta cuprinde orașul Bosilegrad (care are statut de reședință) și 35 sate. La recensământul din 2002, comuna a înregistrat 9931 locuitori, majoritatea de etnie bulgară.

## Localități componente
| - Barje - Belut - Bistar - Bosilegrad - Brankovci - Bresnica - Buceljevo - Gložje - Goleš - Gornja Lisina - Gornja Ljubata - Gornja Ržana - Gornje Tlamino | - Grujinci - Doganica - Donja Lisina - Donja Ljubata - Donja Ržana - Donje Tlamino - Dukat - Žeravino - Zli Dol - Izvor - Jarešnik - Karamanica - Milevci | - Mlekominci - Musulj - Nazarica - Paralovo - Ploča - Radičevci - Rajčilovci - Resen - Ribarci - Rikačevo - Crnoštica |